# Gabriel Malagrida
Gabriel Malagrida, né à Menaggio (Italie) le 18 septembre 1689 et mort étranglé puis brûlé à Lisbonne le 21 septembre 1761, est un prêtre jésuite italien, missionnaire au Brésil et prédicateur de renom. Il fut exécuté par Pombal après un procès inique.

## Missionnaire au Brésil
Après avoir terminé ses études à Menaggio, en Italie, le fils de Giacomo Malagrida un docteur et sa femme Angela Rusca fit son entrée dans la Compagnie de Jésus à Gênes le 27 septembre 1711. Souhaitant devenir missionnaire, il fut envoyé au Brésil en 1721.
Il évangélisa les Indiens du Brésil, essentiellement dans les régions du Maranhão et du Pará. Propagateur de la foi chrétienne et prédicateur convaincant, il fut considéré comme l'« apôtre du Brésil », ayant prêché dans de nombreuses provinces dont le Maranhão, le Pará, la baie de São José et le Pernambouc.
Après 28 années d'évangélisation, Malagrida revint à Lisbonne, en 1750, où il fut reçu avec de grands honneurs. Il assista aux derniers instants du roi Jean V. En 1751, il retourna dans le Maranhão, où il resta jusqu'en 1754, date de son retour définitif au Portugal à la demande de la reine douairière Marie-Anne d'Autriche, mère du jeune Joseph 1er.

## Le tremblement de terre de Lisbonne
Très religieux, il met à profit le tremblement de terre de 1755 pour exhorter les Lisboètes à réformer leurs habitudes. Refusant l'explication 'naturelle' de la catastrophe, qui est donnée dans une brochure publiée à la demande du puissant ministre du roi Joseph Ier, le marquis de Pombal, il écrit un petit texte intitulé Jugement sur la véritable cause du tremblement de terre (1756) dans lequel il parle de punition divine et veut apaiser le malheur des délogés avec des processions et des chants religieux.
Le marquis de Pombal, cependant, ne goûte guère l'avis de Malagrida et craint son influence. Considérant que l'auteur de cet ouvrage le critique, il décide de l'exiler en novembre 1756 dans la ville de Setúbal. Lors de cet exil, de nombreuses personnes continuent à le voir, et parmi elles des membres de la puissante famille ducale des Távora, qui est tout autant odieuse au marquis de Pombal.

## Victime de l'Inquisition
(juillet 2012).
L'attentat présumé du 3 septembre 1758, et le procès des Távora qui s'ensuit, fournissent à Pombal l'occasion de poursuivre Malagrida avec plus de sévérité. Il le dénonce à l'Inquisition comme faux prophète et faux dévot. Le tribunal, présidé par le propre frère du secrétaire d'État, Paulo de Carvalho e Mendonça, nommé grand inquisiteur à cet effet, le condamne comme hérétique.
Septuagénaire, affaibli par ses derniers travaux et son séjour dans une prison malsaine, il donnait des signes de dérangement mental mais continuait à défendre avec entêtement ses idées.
Livré à l'Inquisition portugaise, il subit un procès considéré par divers historiens comme grotesque. Le 21 septembre 1761, à la fin de l'autodafé commencé la veille, il est garrotté puis brûlé à Lisbonne, sur la place du Rossio.
Selon Voltaire qui s'exprimait dans Candide en 1759 : « à l'excès d'absurde s'est joint l'excès d'horreur ».

## Postérité dans les Arts
En 1887, un monument à sa mémoire a été érigé dans l'église paroissiale de Menaggio.
En 2005, l'écrivain portugais Pedro Almeida Vieira a publié le roman Le Prophète de la punition divine, dont le personnage principal est le Père Gabriel Malagrida, et qui va de l'époque du tremblement de terre de Lisbonne en 1755 jusqu'à sa mort sur le bûcher en 1761.
Le réalisateur Renato Barbieri a tourné un documentaire sur la vie de ce jésuite au Brésil, en 2001.
Stendhal, dans son roman le Rouge et le Noir, cite Malagrida en tête du chapitre XXII : « La parole a été donnée à l'homme pour cacher sa pensée ».